# Барклеј (Њу Џерзи)
Барклеј (енгл. Barclay) насељено је место без административног статуса у америчкој савезној држави Њу Џерзи.

## Демографија
По попису из 2010. године број становника је 4.428.
| Група             | 2000.    | 2010.         |
| Белци             | 0 (0,0%) | 4.095 (92,5%) |
| Афроамериканци    | 0 (0,0%) | 48 (1,1%)     |
| Азијати           | 0 (0,0%) | 116 (2,6%)    |
| Хиспаноамериканци | 0 (0,0%) | 114 (2,6%)    |
| Укупно            | 0        | 4.428         |